# Simous
Simous is een geslacht van kevers uit de familie van de loopkevers (Carabidae). De wetenschappelijke naam van het geslacht is voor het eerst geldig gepubliceerd in 1882 door Chaudoir.

## Soorten
Het geslacht Simous omvat de volgende soorten:
- Simous aeneus (Laferte-Senectere, 1851)
- Simous annamita Csiki, 1931
- Simous borneensis Bates, 1889
- Simous laevissimus (Chaudoir, 1882)
- Simous lampros Bates, 1892
- Simous mouhotii (Chaudoir, 1869)
- Simous nigriceps (Wiedemann, 1821)
- Simous nubilus Andrewes, 1933
- Simous obscurus Louwerens, 1951
- Simous viridissimus Louwerens, 1951